# Dalbergia microphylla
Dalbergia microphylla är en ärtväxtart som beskrevs av Emilio Chiovenda. Dalbergia microphylla ingår i släktet Dalbergia, och familjen ärtväxter. Inga underarter finns listade i Catalogue of Life.